# مارکو ماتوره
مارکو ماتوره (استونیایی: Marko Matvere؛ زادهٔ ۴ فوریهٔ ۱۹۶۸) بازیگر و خواننده اهل استونی است. وی از سال ۱۹۹۳ میلادی تاکنون مشغول فعالیت بوده‌است.